# Mavea (langue)
Pour les articles homonymes, voir Mavea.
Le mavea (ou mafea ; en mavea Mav̈ea) est une langue océanienne parlée par moins de cinquante personnes au Vanuatu, sur l’île du même nom.

## Répartition géographique
Le mavea est parlé par environ 34 personnes sur l’île Mavea, une petite île près de la côte est d’Espiritu Santo, la plus grande île du Vanuatu. Quelques locuteurs (moins d’une dizaine) vivent à Deproma, un village d’Espiritu Santo.
Le mavea est une langue en danger : en plus de son faible nombre de locuteurs, il est peu utilisé avec les enfants et est remplacé par le bichelamar dans certaines familles.

## Prononciation et écriture
| Lettres       | a | e | i | o | u | m | p | v | m̈ | p̈ | v̈ | t | d | s | k | r | n | l | ng | i | u | w |
| Prononciation | a | e | i | o | u | m | p | v | n̼ | t̼ | ð̼ | t | ɖ | s | k | r | n | l | ŋ  | j | u | w |

Le mavea n’a pas eu de système d’écriture propre avant 2008 ; les linguistes utilisent l’alphabet latin avec des diacritiques. Les graphèmes sont présentés dans les tableaux ci-dessous, à côté de la prononciation correspondante.
L’accent tonique tombe le plus souvent sur l’avant-dernière syllabe. Une syllabe contient une voyelle ; elle peut commencer par jusqu’à deux consonnes et se terminer par une consonne.

### Consonnes
Le mavea est l’une des rares langues du monde à posséder des consonne linguo-labiales (réalisées par un contact de la langue avec la lèvre supérieure), caractéristique partagée avec quelques autres langues du Vanuatu telles que l’araki. Cependant, ces sons ont tendance à disparaître du mavea et la plupart des locuteurs remplacent p̈, v̈ et m̈ respectivement par p, v et m.
|            | Linguo-labiales | Bilabiales | Labio-dentale | Alvéolaires | Rétroflexe | Vélaires |
| ---------- | --------------- | ---------- | ------------- | ----------- | ---------- | -------- |
| Occlusives | /t̼/ p̈           | /p/ p      |               | /t/ t       | /ɖ/ d      | /k/ k    |
| Fricatives | /ð̼/ v̈           |            | /v/ v         | /s/ s       |            |          |
| Roulée     |                 |            |               | /r/ r       |            |          |
| Nasales    | /n̼/ m̈           | /m/ m      |               | /n/ n       |            | /ŋ/ ng   |
| Spirante   |                 |            |               |             |            | /w/ w    |
| Latérale   |                 |            |               | /l/ l       |            |          |

Les consonnes l, r, m et n peuvent être géminées.
Le phonème /v/ possède deux allophones, [v] et [f]. Certains locuteurs utilisent même [p] en début de mot.
Le phonème /p/ est toujours réalisé [p] en début de mot, mais en fin de mot il peut aussi être prononcé [v], [f] ou [β].

### Voyelles
|          | Antérieures | Centrale | Postérieures |
| -------- | ----------- | -------- | ------------ |
| Fermées  | /i/ i       |          | /u/ u        |
| Moyennes | /e/ e       |          | /o/ o        |
| Ouverte  |             | /a/ a    |              |

/i/ est prononcé [j] dans certains cas, généralement après une autre voyelle quand il n’a pas l’accent tonique. /u/ est prononcé [w] entre deux voyelles.
/a/ et /o/ (s’ils ne sont pas accentués) peuvent être prononcés [e] en fin de mot dans les mots d’au moins deux syllabes. Ainsi, avua (« tortue ») peut être prononcé avue.

## Grammaire

### Pronoms
Les pronoms sont divisés en deux classes : dépendants et indépendants. Les pronoms dépendants sont des affixes et des clitiques ; les pronoms indépendants incluent les pronoms personnels et démonstratifs.

#### Pronoms personnels indépendants
Les pronoms personnels sont typiques des langues océaniennes : ils ne présentent pas de distinction de genre, mais varient selon le nombre : singulier, duel, paucal (3 à 5) et pluriel. Il y a également une distinction entre le « nous » exclusif et inclusif.
| Personne | Personne  | Singulier | Duel             | Paucal  | Pluriel   |
| -------- | --------- | --------- | ---------------- | ------- | --------- |
| 1re      | Exclusive | na, nao   | kam̈arua, kam̈aruo | kam̈atol | kam̈am     |
| 1re      | Inclusive | —         | darua, daruo     | datol   | ida, nida |
| 2e       | 2e        | nno       | kamrua, kamruo   | kamtol  | kam̈im     |
| 3e       | 3e        | nna       | rarua, raruo     | ratol   | nira      |

L’emploi des pronoms personnels n’est pas obligatoire, ils sont utilisés pour accentuer le sujet.

#### Pronoms dépendants

##### Marqueurs du sujet
Les marqueurs de sujet sont des préfixes qui indiquent le sujet d’un verbe. Ils varient selon les mêmes paramètres que les pronoms personnels indépendants, mais en plus, les pronoms de la 1re et de la 3e personne du singulier varient selon le mode.
| Personne | Personne  | Singulier | Singulier | Duel | Paucal | Pluriel |
| Personne | Personne  | Réel      | Irréel    | Duel | Paucal | Pluriel |
| -------- | --------- | --------- | --------- | ---- | ------ | ------- |
| 1re      | Exclusive | na-       | ka-       | kir- | kitol- | ki-     |
| 1re      | Inclusive | —         | —         | dar- | datol- | da-     |
| 2e       | 2e        | ko-       | ko-       | kir- | kitol- | ki-     |
| 3e       | 3e        | mo-       | i-        | rar- | ratol- | ra-     |

##### Pronoms objets
Ce sont des enclitiques qui indiquent l’objet d’un verbe quand celui-ci n’est pas exprimé par un nom.
| Personne | Personne  | Singulier | Pluriel   |
| -------- | --------- | --------- | --------- |
| 1re      | Exclusive | -ao       |           |
| 1re      | Inclusive | —         | -da, -ida |
| 2e       | 2e        | -o        |           |
| 3e       | 3e        | -a        | -ra, -ira |

Dans les cas où le pronom objet n’existe pas, on utilise le pronom indépendant correspondant.

### Possession
Il existe en mavea deux manières d’indiquer la possession :
- certains noms sont directement suivis d’un suffixe possessif ;
- d’autres noms doivent être suivis d’un classificateur indiquant le type de possession et qui prend le suffixe possessif.

Le type de construction utilisée dépend du nom employé (très peu de noms admettent les deux). Ce système est typique des langues océaniennes, on le retrouve par exemple en mwotlap.

#### Possession directe
Les noms qui prennent la possession directe désignent principalement des parties du corps, des relations familiales et des vêtements. Le possesseur est indiqué par un suffixe. Par exemple, arua-ku signifie « mon ami ».
| Personne | Personne  | Singulier | Duel             | Paucal  | Pluriel   |
| -------- | --------- | --------- | ---------------- | ------- | --------- |
| 1re      | Exclusive | -ku       | -m̈amrua, -m̈amruo | -m̈amtol | -m̈am      |
| 1re      | Inclusive | —         | darua, daruo     | datol   | -da, -ida |
| 2e       | 2e        | -m        | -mrua, -mruo     | -mtol   | -m̈im      |
| 3e       | 3e        | -n, -na   | rarua, raruo     | ratol   | -ra, -ira |

On remarque que pour la première personne inclusive et la troisième personne du duel et du paucal, au lieu d’un suffixe, on emploie le pronom personnel correspondant.
Dans les cas où le possesseur est exprimé par un groupe nominal, le nom possédé est suivi du suffixe -n : vulu-n vanatu-n John (« les cheveux de la fille de John »).

#### Possession indirecte
Pour exprimer la possession d’un nom qui n’appartient pas à la catégorie précédente, il est obligatoire d’employer un classificateur qui indique le type de relation dont il s’agit. Ce classificateur prend les mêmes suffixes possessifs que ceux présentés ci-dessus. Il existe six classificateurs en mavea :
- a- : l’objet possédé est destiné à être mangé (oroto a-m̈am, « notre fruit (que nous allons manger) ») ;
- m̈a- : l’objet possédé est destiné à être bu (wae m̈a-ku, « mon eau (que je vais boire) ») ;
- m̈adue- est utilisé pour les objets appartenant à une personne décédée (upu m̈adue-n John, « les vêtements de John (qui est mort) ») ;
- no- indique une possession générale qui n’entre pas dans les autres catégories (pua no rarua, « leurs couteaux ») ;
- pula- est utilisé pour un fruit ou un légume que l’on cultive ou un animal que l’on élève (ura pula-na, « sa crevette (qu’elle nourrit tous les jours) ») ;
- sa- est employé avec les habitations et les terres (v̈anua sa darua, « notre île »).

### Numéraux
Le mavea utilise un système en base 10.
| Cardinaux | Cardinaux   | Ordinaux | Ordinaux     |
| --------- | ----------- | -------- | ------------ |
| 1         | tea         | 1er      | aite         |
| 2         | rua         | 2e       | arua-na      |
| 3         | tol(u)      | 3e       | atoli-na     |
| 4         | v̈at(i)      | 4e       | av̈ati-na     |
| 5         | lim̈a        | 5e       | alm̈a-na      |
| 6         | m̈arav̈a      | 6e       | m̈arv̈e-na     |
| 7         | rav̈e rua    | 7e       | rav̈e rua-na  |
| 8         | rattol(u)   | 8e       | rattoli-na   |
| 9         | rap̈p̈at(i)   | 9e       | rap̈p̈at(i)-na |
| 10        | sangavul(u) | 10e      | sangavulu-na |

Le système de numération est complexe : par exemple, 81 se dit mo-ngavul m̈arv̈etol nav rap̈p̈ati-na aite. Pour exprimer les nombres élevés, les locuteurs du mavea préfèrent utiliser les numéraux du bichelamar, et les plus jeunes ne savent pas toujours compter jusqu’à 100 en mavea.

## Exemples
| Mot    | Traduction |
| ------ | ---------- |
| ciel   | tailang    |
| eau    | wae        |
| feu    | apu        |
| homme  | tamlo      |
| femme  | v̈av̈ina     |
| manger | anan       |
| boire  | inua       |
| grand  | lavoa      |
| petit  | vaisesea   |
| nuit   | pongi      |
| jour   | ran        |